# Cagliostro (film 1975)
Cagliostro è un film del 1975 diretto da Daniele Pettinari, tratto dalla biografia "Cagliostro il taumaturgo" di Pier Carpi ed interpretato da Bekim Fehmiu, Curd Jürgens, Rosanna Schiaffino e Evelyn Stewart.

## Trama
Il conte Alessandro di Cagliostro vaga per le corti d'Europa, insieme alla contessa Serafina. Introdotto da un monaco naturalista alle attività di guaritore attraverso le erbe e la telepatia, stupisce chiunque assista alle sue pratiche para-scientifiche. A Roma si fa amico papa Clemente XIII e guarisce un cardinale, futuro pontefice col nome di Pio VI. Ma la Curia vaticana non lo vede di buon occhio e trama per incastrarlo. A tradirlo saranno le lugubri profezie fatte a Maria Antonietta, moglie di Luigi XVI di Francia. Accusato di superstizione, viene prima condannato a morte dall'Inquisizione e poi rinchiuso a vita nella rocca di San Leo nel Montefeltro